# Bárcena de Bureba
Bárcena de Bureba, o simplemente Bárcena, es una localidad del municipio de Abajas situado en el partido judicial de Briviesca en la provincia de Burgos, perteneciente a la comarca de La Bureba.

## Geografía
Bañada por el río de su nombre, afluente del Homino junto a las localidades de Arconada, Lences, Castil de Lences y Abajas.

## Historia
Villa, en la cuadrilla de Rojas, uno de los siete en que se dividía la Merindad de Bureba perteneciente al partido de Bureba jurisdicción de realengo con regidor pedáneo.
A la caída del Antiguo Régimen queda constituida como ayuntamiento constitucional del mismo nombre en el partido Briviesca, región de Castilla la Vieja, contaba entonces con 11 hogares y 44 vecinos. Posteriormente se integra en el municipio de Abajas. 
La localidad fue afectada por el despoblamiento y ya en el censo de 2001 no había registrado ningún vecino como Población de Hecho.  Desde el año 2022 el pueblo se encontraba en venta y en enero de 2024 se anunció que había sido adquirido por un matrimonio de Países Bajos. 

### Descripción en el Diccionario Madoz
Así se describe a Bárcena de Bureba en el tomo IV del Diccionario geográfico-estadístico-histórico de España y sus posesiones de Ultramar, obra impulsada por Pascual Madoz a mediados del siglo XIX:

BÁRCENA: villa con ayuntamiento en la provincia, diócesis, audiencia territorial y capitanía general de Burgos (7 leguas), partido judicial de Briviesca (4). Situada en una altura con buena ventilación y clima saludable. Tiene 24 casas de mala construcción y de un solo piso, una fuente de buenas aguas de que se surte el vecindario y una iglesia parroquial bajo la advocación de San Julián, servida por un cura párroco. Confina por N con Castil de Lences, E Arconada, S Lermilla y O Abajas. El terreno es quebrado, por cuya razón sus productos son bastante escasos; por sus límites pasa un río poco caudaloso que nace en Hontomín, y sobre el cual había un puente que destruyó hace poco tiempo una fuerte avenida. Los caminos que tiene son todos de servidumbre, hallándose en regular estado; Producciones: trigo, cebada, titos, yeros y algún ganado, estando sus habitantes por lo regular dedicados a la agricultura. Población: 13 vecinos, 44 almas. Capital productivo: 133.300 reales. Imponible: 12.395. Contribución: 724 reales 16 maravedíes.
Diccionario geográfico-estadístico-histórico de España y sus posesiones de Ultramar

## Parroquia
Iglesia románica de San Julián y Santa Basilisa, dependiente de la parroquia de Castil de Peones en el Arcipestrazgo de Oca-Tirón, diócesis de Burgos.